# Neuroleon junior
Neuroleon junior är en insektsart som först beskrevs av Navás 1930.  Neuroleon junior ingår i släktet Neuroleon och familjen myrlejonsländor. Inga underarter finns listade i Catalogue of Life.